# Kanton Pantin-Est
Kanton Pantin-Est (fr. Canton de Pantin-Est) je francouzský kanton v departementu Seine-Saint-Denis v regionu Île-de-France. Tvoří ho pouze východní část města Pantin.